# Bovara (Trevi)
Bovara è una frazione del comune umbro di Trevi (PG) e si trova a sud  del capoluogo.

## Arte e storia
La chiesa di San Pietro, che risale al XII secolo, fu spesso visitata da san Francesco d'Assisi. Nel 1622 l'abate Agostino Lancellotti, di nobile famiglia perugina, promuove degli interventi di restauro a seguito dei danni causati da un fulmine, occasione nella quale vennero rifatti il transetto e il campanile e rinnovati gli arredi. In sacrestia si trovano dipinti del secolo XVII, tra i quali un Sant'Agostino di Noel Quillerier. L'abbazia benedettina ebbe giurisdizione su quattro monasteri, cento chiese curate e grandi appezzamenti di terra.  
I monaci olivetani dell'abbazia posero le basi della cultura dell'ulivo e della produzione dell'olio, che ancora oggi è un prodotto rinomato della zona di Trevi. Nelle sue vicinanze si trova il millenario olivo di Sant'Emiliano, l'albero più vecchio dell'Umbria.  
Diversi reperti archeologici attestano un'origine molto antica. Tra questi un'epigrafe di due righe in umbro antico che deve ancora essere studiata. 
Bovara conserva anche un mosaico romano e, in una casa privata, un affresco della metà del XV secolo attribuito a Bartolomeo da Miranda.

## Sport e tempo libero
A Bovara ha sede la società ciclistica Us Bovara che vanta di aver avviato alla bicicletta il corridore professionsita Fortunato Baliani, oggi in forza alla CSF Group-Navigare. A Bovara si tiene la corsa ciclistica Memorial Pietro Pergolari.